# Vădastra (rivier)
De Vădastra is een zijrivier van de rivier Obârşia in Roemenië.